# Montemaggiore al Metauro
Montemaggiore al Metauro es una localidad y comune italiana de la provincia de Pesaro y Urbino, región de las Marcas, con 2639 habitantes.

## Evolución demográfica
| Gráfica de evolución demográfica de Montemaggiore al Metauro entre 1861 y 2001 |
|                                                                                |
| Fuente ISTAT - elaboración gráfica de Wikipedia                                |